# Institut Max-Planck de démographie

L'Institut Max-Planck de démographie à Rostock

L'Institut Max-Planck de démographie est un institut de recherche extra-universitaire dépendant de la Société Max-Planck situé à Rostock. L'Institut étudie les questions fondamentales de démographie telles que les études approfondies du développement, des structures, des mouvements et des aspects historiques des populations humaines.

## Histoire
Après 1945 et le désintérêt pour la recherche démographique en Allemagne, la Société Max-Planck décide en 1995 de créer son propre institut de recherche sur le sujet. Il est lancé le 1er octobre 1996 sous la direction de son fondateur James Vaupel. En 1999, Jan Hoem lui succède et prévoit un bâtiment propre qui remplace en novembre 2002 leurs premiers locaux provisoires, construit au bord du Warnow. En 2004, il s'associe avec le département d'économie de l'université de Rostock pour fonder le "Centre de Rostock pour l'étude de l'évolution démographique" qui se voit comme un médiateur entre la recherche et la politique, en plus de la recherche sur les causes et les conséquences de l'évolution démographique de l'Allemagne et de l'Europe. En 2007, Joshua Goldstein est le nouveau directeur.

## Recherche
L'Institut Max-Planck de démographie mène des recherches fondamentales, analyse les causes, décrit les tendances actuelles et prédit l'évolution future des processus démographiques, mais aussi les possibles conséquences résultant des sociétés. Ces recherches portent sur les domaines classiques tels que les structures des populations, les espaces des mouvements des populations, les évolutions naturelles (naissances et décès), les tendances et les distributions démographiques ainsi que la démographie historique. Ainsi le domaine d'étude s'étend aux aspects génétiques, médicales et biologiques du vieillissement ou aux liens entre la politique et les changements démographiques. 
L'Institut est divisé dans les départements suivants:
- Vieillissement et longévité, depuis 1996.
- Démographie historique, depuis 2000.
- Démographie économique et sociale, depuis 2007.
- Données démographiques.
- Démographie statistique.
- Évolution de la biodémographie.

Depuis 2009, il existe aussi deux groupes : "modélisation de l'évolution du vieillissement" et "mode de vie et changement démographique". Avec l'Institut Max Planck International Research Network on Aging (MaxNetAging), une plate-forme internationale et un réseau interdisciplinaire sont mis en place.
En coopération avec l'université de Rostock et d'autres grandes écoles européennes, l'institut porte l'International Max Planck Research School for Demography, un programme de formation pour les doctorants en démographie. 
L'Institut Max-Planck de démographie mène le projet "Demographic Differences in Life-Course Dynamics in Eastern and Western Germany" (DemoDiff). Les données recueillies au cours du projet DemoDiff dans les régions de l’Allemagne de l’Est sont compatibles avec le projet Pairfam dans les régions de l’Ouest. Pairfam s’appuie sur une collaboration entre l’université de Brême, l’université de technologie de Chemnitz, l’université de Mannheim et l’université Louis-et-Maximilien de Munich.

## Infrastructure
L'Institut est dirigé par deux directeurs, en alternance régulière. La gestion scientifique des départements est soumise à des directeurs et des chercheurs. Un intendant gère ce qui ne tient pas de la recherche : la bibliothèque, le système informatique, l’administration ainsi que les relations publiques et avec la presse.
En 2011, l’effectif se compose de 130 chercheurs (dont 60 jeunes) et 40 employés administratifs. 170 chercheurs et 50 étudiants ont été invités.